# Allianz Suisse Open Gstaad 2005 - Qualificazioni singolare
Le qualificazioni del singolare  dell'Allianz Suisse Open Gstaad 2005 sono state un torneo di tennis preliminare per accedere alla fase finale della manifestazione. I vincitori dell'ultimo turno sono entrati di diritto nel tabellone principale. In caso di ritiro di uno o più giocatori aventi diritto a questi sono subentrati i lucky loser, ossia i giocatori che hanno perso nell'ultimo turno ma che avevano una classifica più alta rispetto agli altri partecipanti che avevano comunque perso nel turno finale.
Le qualificazioni del torneo Allianz Suisse Open Gstaad 2005 prevedevano 32 partecipanti di cui 4 sono entrati nel tabellone principale.

## Teste di serie
1. Răzvan Sabău (Qualificato)
2. Ivo Heuberger (secondo turno)
3. Hugo Armando (Qualificato)
4. Marc López (secondo turno)

1. Victor Ioniță (ultimo turno)
2. Michael Kohlmann (ultimo turno)
3. Didac Perez-Minarro (secondo turno)
4. František Čermák (Qualificato)

## Qualificati
1. Răzvan Sabău
2. František Čermák

1. Hugo Armando
2. Jaroslav Pospíšil

## Tabellone

### Legenda
| - Q = Qualificato - WC = Wild card - LL = Lucky loser | - ALT = Alternate - SE = Special Exempt - PR = Protected Ranking | - w/o = Walkover - r = Ritirato - d = Squalificato |

### Sezione 1
|  | Primo turno    | Primo turno    | Primo turno    | Primo turno | Primo turno |  |  | Secondo turno | Secondo turno  | Secondo turno | Secondo turno | Secondo turno |    |   | Ultimo turno | Ultimo turno | Ultimo turno | Ultimo turno | Ultimo turno |  |
|  |                |                |                |             |             |  |  |               |                |               |               |               |    |   |              |              |              |              |              |  |
|  |                |                |                |             |             |  |  |               |                |               |               |               |    |   |              |              |              |              |              |  |
|  |                |                |                |             |             |  |  | 1             | Răzvan Sabău   | Răzvan Sabău  | 6             | 6             |    |   |              |              |              |              |              |  |
|  | Roman Kutac    | Roman Kutac    | 6              | 5           | 6           |  |  |               | Roman Kutac    | Roman Kutac   | 3             | 2             |    |   |              |              |              |              |              |  |
|  | Rogier Wassen  | Rogier Wassen  | 3              | 7           | 3           |  |  |               |                |               |               |               |    |   | 1            | Răzvan Sabău | Răzvan Sabău | 7            | 6            |  |
|  | Theodor Devoty | Theodor Devoty | Theodor Devoty | 7           | 7           |  |  |               |                | 5             | Victor Ioniță | Victor Ioniță | 65 | 4 |              |              |              |              |              |  |
|  | Amar Zubcevic  | Amar Zubcevic  | Amar Zubcevic  | 5           | 63          |  |  |               | Theodor Devoty | 7             | 4             | 3             |    |   |              |              |              |              |              |  |
|  |                |                |                |             |             |  |  | 5             | Victor Ioniță  | 63            | 6             | 6             |    |   |              |              |              |              |              |  |
|  |                |                |                |             |             |  |  |               |                |               |               |               |    |   |              |              |              |              |              |  |

### Sezione 2
|  | Primo turno       | Primo turno       | Primo turno | Primo turno | Primo turno |  |  | Secondo turno | Secondo turno    | Secondo turno | Secondo turno    | Secondo turno    |   |   | Ultimo turno | Ultimo turno  | Ultimo turno  | Ultimo turno | Ultimo turno |  |
|  |                   |                   |             |             |             |  |  |               |                  |               |                  |                  |   |   |              |               |               |              |              |  |
|  |                   |                   |             |             |             |  |  |               |                  |               |                  |                  |   |   |              |               |               |              |              |  |
|  |                   |                   |             |             |             |  |  | 2             | Ivo Heuberger    | Ivo Heuberger | 4                | 4                |   |   |              |               |               |              |              |  |
|  | Željko Krajan     | Željko Krajan     | 7           | 4           | 6           |  |  |               | Željko Krajan    | Željko Krajan | 6                | 6                |   |   |              |               |               |              |              |  |
|  | Stefan Kilchhofer | Stefan Kilchhofer | 5           | 6           | 2           |  |  |               |                  |               |                  |                  |   |   |              | Željko Krajan | Željko Krajan | 65           | 3            |  |
|  |                   |                   |             |             |             |  |  |               |                  | 8             | František Čermák | František Čermák | 7 | 6 |              |               |               |              |              |  |
|  |                   |                   |             |             |             |  |  |               | Stéphane Bohli   | 6             | 3                | 4                |   |   |              |               |               |              |              |  |
|  |                   |                   |             |             |             |  |  | 8             | František Čermák | 3             | 6                | 6                |   |   |              |               |               |              |              |  |
|  |                   |                   |             |             |             |  |  |               |                  |               |                  |                  |   |   |              |               |               |              |              |  |

### Sezione 3
|  | Primo turno          | Primo turno          | Primo turno          | Primo turno | Primo turno |  |  | Secondo turno | Secondo turno    | Secondo turno    | Secondo turno    | Secondo turno |   |   | Ultimo turno | Ultimo turno | Ultimo turno | Ultimo turno | Ultimo turno |  |
|  |                      |                      |                      |             |             |  |  |               |                  |                  |                  |               |   |   |              |              |              |              |              |  |
|  |                      |                      |                      |             |             |  |  |               |                  |                  |                  |               |   |   |              |              |              |              |              |  |
|  |                      |                      |                      |             |             |  |  | 3             | Hugo Armando     | Hugo Armando     | 6                | 7             |   |   |              |              |              |              |              |  |
|  | Christopher Kas      | Christopher Kas      | Christopher Kas      | 6           | 6           |  |  |               | Christopher Kas  | Christopher Kas  | 4                | 63            |   |   |              |              |              |              |              |  |
|  | Benjamin-David Rufer | Benjamin-David Rufer | Benjamin-David Rufer | 4           | 3           |  |  |               |                  |                  |                  |               |   |   | 3            | Hugo Armando | 5            | 6            | 6            |  |
|  | Pavel Vízner         | Pavel Vízner         | Pavel Vízner         | 6           | 6           |  |  |               |                  | 6                | Michael Kohlmann | 7             | 4 | 3 |              |              |              |              |              |  |
|  | Petr Pála            | Petr Pála            | Petr Pála            | 3           | 2           |  |  |               | Pavel Vízner     | Pavel Vízner     | 2                | 63            |   |   |              |              |              |              |              |  |
|  |                      |                      |                      |             |             |  |  | 6             | Michael Kohlmann | Michael Kohlmann | 6                | 7             |   |   |              |              |              |              |              |  |
|  |                      |                      |                      |             |             |  |  |               |                  |                  |                  |               |   |   |              |              |              |              |              |  |

### Sezione 4
|  | Primo turno       | Primo turno       | Primo turno       | Primo turno | Primo turno |  |  | Secondo turno | Secondo turno       | Secondo turno     | Secondo turno | Secondo turno |   |   | Ultimo turno      | Ultimo turno      | Ultimo turno      | Ultimo turno | Ultimo turno |  |
|  |                   |                   |                   |             |             |  |  |               |                     |                   |               |               |   |   |                   |                   |                   |              |              |  |
|  |                   |                   |                   |             |             |  |  |               |                     |                   |               |               |   |   |                   |                   |                   |              |              |  |
|  |                   |                   |                   |             |             |  |  | 4             | Marc López          | Marc López        | 6             | 1             |   |   |                   |                   |                   |              |              |  |
|  | Jaroslav Pospíšil | Jaroslav Pospíšil | Jaroslav Pospíšil | 6           | 6           |  |  |               | Jaroslav Pospíšil   | Jaroslav Pospíšil | 7             | 6             |   |   |                   |                   |                   |              |              |  |
|  | Martín García     | Martín García     | Martín García     | 2           | 3           |  |  |               |                     |                   |               |               |   |   | Jaroslav Pospíšil | Jaroslav Pospíšil | Jaroslav Pospíšil | 6            | 6            |  |
|  | Tomáš Cibulec     | Tomáš Cibulec     | Tomáš Cibulec     | 6           | 6           |  |  |               |                     | Tomáš Cibulec     | Tomáš Cibulec | Tomáš Cibulec | 2 | 3 |                   |                   |                   |              |              |  |
|  | Martin Behrend    | Martin Behrend    | Martin Behrend    | 3           | 4           |  |  |               | Tomáš Cibulec       | 4                 | 7             | 6             |   |   |                   |                   |                   |              |              |  |
|  |                   |                   |                   |             |             |  |  | 7             | Didac Perez-Minarro | 6                 | 65            | 2             |   |   |                   |                   |                   |              |              |  |
|  |                   |                   |                   |             |             |  |  |               |                     |                   |               |               |   |   |                   |                   |                   |              |              |  |